# Pszenno (gromada)
Pszenno (od 1 VII 1968 Świdnica)  – dawna gromada, czyli najmniejsza jednostka podziału terytorialnego Polskiej Rzeczypospolitej Ludowej w latach 1954–1972.
Gromady, z gromadzkimi radami narodowymi (GRN) jako organami władzy najniższego stopnia na wsi, funkcjonowały od reformy reorganizującej administrację wiejską przeprowadzonej jesienią 1954 do momentu ich zniesienia z dniem 1 stycznia 1973, tym samym wypierając organizację gminną w latach 1954–1972.
Gromadę Pszenno z siedzibą GRN w Pszennie utworzono – jako jedną z 8759 gromad na obszarze Polski – w powiecie świdnickim w woj. wrocławskim, na mocy uchwały nr 28/54 WRN we Wrocławiu z dnia 2 października 1954. W skład jednostki weszły obszary dotychczasowych gromad Pszenno, Panków, Niegoszów, Wilków, Miłochów i Jagodnik ze zniesionej gminy Pszenno w tymże powiecie. Dla gromady ustalono 26 członków gromadzkiej rady narodowej.
31 grudnia 1961 do gromady Pszenno włączono wsie Sulisławice, Wiśniowa i Zawiszów ze zniesionej gromady Bolesławice w tymże powiecie.
1 lipca 1968 do gromady Pszenno włączono wsie Boleścin, Grodziszcze, Krzczonów i Krzyżow ze zniesionej gromady Grodziszcze w tymże powiecie, po czym gromadę Pszenno zniesiono przez przeniesienie siedziby GRN z Pszenna do Świdnicy i zmianę nazwy jednostki na gromada Świdnica.